# Благовещение (Сан-Марко, Фра Анджелико)
«Благовещение» (итал. Annunciazione, букв. «Благая весть» или «Благовещение») — фреска Фра Беато Анджелико в монастыре Сан-Марко, одна из многих работ художника на эту тему. 
Художник работал над фреской в 1450 году, после возвращения из Рима, а значит, на шесть лет позже создания остальных фресок монастыря.

## Предыстория создания
Монастырь Сан-Марко, в котором расположена фреска, был основан на месте, где в XII веке располагался монастырь ордена монахов-валломброзианов. В 1418 году они были изгнаны, а уже в 1436 монастырь стал местом служения доминиканского ордена. Через год правитель Флоренции — Козимо Медичи — приказал архитектору Микелоццо ди Бартоломео провести реконструкцию старого монастыря. Перестройка дала новую жизнь старому полуразрушенному монастырю.
Фра Беато Анджелико было поручено взять шествие над созданием целого ряда фресок в 40 кельях, в коридорах и других помещениях восстановленного монастыря, и эта работа была проведена в период 1439—1444. За год до окончания работы монастырь был освящён в присутствии Папы Евгения IV

## Описание работы
Фреска «Благовещение» располагается на стене северного коридора напротив входной лестницы, идущей на первый этаж. По своему стилю исполнения она напоминает бестелесность фигур благовещения в келье 3 и богатство Алтаря Сан-Марко. Под сводами, между колоннами коринфского ордера, расположены две фигуры — Марии и архангела Гавриила.
Элементы окружения фрески схожи по цвету, форме и ордеру колонн с элементами окружения монастыря Сан-Марко. Этот приём мог использоваться для создания медитативных свойств во время службы монахов доминиканского ордена.
Перспектива в целом неоднозначна, слева плоское изображение забора, леса, травы, но справа намеки на объём присутствуют (моделировка колонн, объёмные крылья архангела Гавриила, работа с тенями). Создавая объём тенями, он обходит фигуру архангела Гавриила, показывая, что Богородица, имеющая тень — настоящая и находится в мире земном, а Гавриил — нет. Если взглянуть на нимбы, то они имеют традиционную плоскую форму, что, например, не найти уже у современника Мазаччо; скорее всего, это обуславливается тем, что Фра Беато Анджелико не хочет следовать современным тенденциями XV века. Разделение фигур колоннами тоже может быть далеко не случайным явлением и может означать, что художник ещё не отходит от иконной техники изображения.
Сад, закрытый плотным забором на левой части фрески, судя по другим работам художника, может означать Эдем. По словам Азовцева, художник изобразил апельсиновый сад, который располагался там во времена реставрационных работ, и указывает на связь с гербом Медичи.
Существует версия, что образ цветных крыльев Архангела Гавриила был позаимствован у древнегреческой богини Ириды, которая приносила на крыльях благую весть.
Мария изображена без привычных атрибутов (лилия, стоящая рядом, молитвенник в руках), возможно эта фреска предназначалась для братьев-монахов, а не для прихожан. Тогда из этого можно сделать вывод, что, возможно, опытные монахи не нуждались в таких элементарных обозначениях.